# Герб Нагорно-Карабахской Республики
Герб Наго́рно-Караба́хской Респу́блики (Респу́блики Арца́х) — один из официальных символов непризнанной Нагорно-Карабахской Республики (НКР), наряду с флагом и гимном. 
Герб принят решением Верховного Совета республики 17 ноября 1992 года. Автор — карабахский художник Лаврент Галаян.

## Описание и обоснование символики
Герб представляет собой изображение орла с распростёртыми крыльями, над головой которого расположена корона династии Арташесидов. На груди орла — щит, разделённый на две части: в верхней — панорама горы Большой Кирс, высочайшей точки республики и Карабахского хребта, в нижней — вертикальное изображение флага Нагорного Карабаха.
В центре щита изображён монумент «Мы — наши горы» в Степанакерте (Ханкенди), столице НКР. Орёл держит плоды земледелия: пшеницу, виноград и шелковицу. Орла окружает золотая лента с надписью чёрными буквами на армянском языке «Нагорно-Карабахская Республика — Арцах»:
арм. Լեռնային Ղարաբաղի Հանրապետություն Արցախ.
Автор объяснил символику герба следующим образом: края шести перьев распростёртых крыльев орла превращаются в орнамент — это шесть гласных букв армянского алфавита, а ниже 36 перьев, это цитата на мысль армянского поэта Геворга Эмина: полк из 36 человек защитил нацию, это слова о 36 буквах алфавита. Корона Тиграна Великого над головой орла, указывающая на богатство и мощь Арташесидов, символизирует вечность преходящих поколений. Колосья пшеницы указывают на изобилие и гостеприимство, каждый колос состоит из 13 зёрен — одно направляющее, остальные парные по числу месяцев года, «я молю Бога, чтобы круглый год даровал нам хлеб, и мы могли выделить из него долю другим», — отметил Лаврент Галаян.

## Галерея
- Герб на монете достоинством в 1 драм
- Герб на банкноте достоинством в 2 драма
- Монета Тиграна Великого с изображением короны династии Арташесидов
- Гора Большой Кирс